# Cladoniaceae
Cladoniaceae es una familia de líquenes crustáceos y foliáceos perteneciente al orden Lecanorales.
Es uno de los taxones de líquenes más extendidos pudiéndose encontrar en cualquier ecosistema y latitud. El género tipo para esta familia es Cladonia que agrupa las principales características de la familia, talo crustáceo que se desarrolla en folioso aunque muy imbricado en el sustrato y desarrollo de apotecios en el extremo de podecios. El podecio crece perpendicularmente al talo y está siempre formado por hifas del hongo y células del alga simbionte abriéndose en su extremo en forma de copa para formar las ascosporas.
La reproducción sexual tiene lugar a partir de soredios e isidios diseminándose en forma de masas de hifas y células algales para colonizar nuevos ambientes. El crecimiento de estas especies es muy lento, llegando a alcanzar un centímetro anual.

## Géneros
- Calathaspis
- Capitularia
- Carassea
- Cenomyce
- Cladia
- Cladina
- Cladonia
- Cladoniomyces
- Metus
- Muhria
- Myelorrhiza
- Notocladonia
- Pilophoron
- Pilophorus
- Pycnothelia
- Ramalea
- Scyphophorus
- Squamella
- Thysanothecium